# Take 4
Take 4 è un singolo del rapper italiano Shiva, pubblicato il 9 novembre 2022 come quarto estratto dal quarto album in studio Milano Demons.

## Tracce
Testi e musiche di Andrea Arrigoni e Diego Vincenzo Vettraino.
1. Take 4 – 2:50

## Classifiche
| Classifica (2022) | Posizione massima |
| ----------------- | ----------------- |
| Italia            | 2                 |